# Revolte von 1173–1174

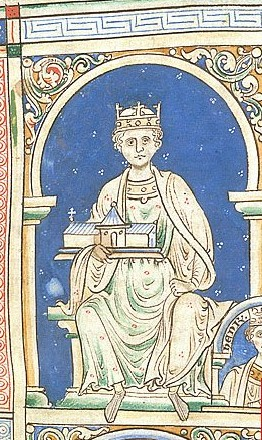
König Heinrich II. von England

Die Revolte von 1173–1174 war eine Rebellion gegen den englischen König Heinrich II., die von drei seiner Söhne, seiner Gattin, Eleonore von Aquitanien, und deren Unterstützern angezettelt worden war. Die Rebellion scheiterte nach 18 Monaten. Heinrichs rebellische Familienmitglieder mussten sich seinem fortdauernden Regime unterwerfen und er versöhnte sich wieder mit ihnen.

## Hintergrund
König Heinrich II. regierte England, die Normandie und das Anjou, während seine Gattin, Eleonore, das weitläufige Territorium von Aquitanien regierte. 1173 hatte Heinrich vier legitime Söhne (dem Alter nach absteigend): Heinrich, genannt „der Jüngere“, Richard, später „Löwenherz“ genannt, Gottfried und Johann, genannt „Ohneland“. Alle seine Söhne konnten damit rechnen, einen Teil oder auch die gesamten Besitzungen ihres Vaters zu erben. Heinrich hatte auch einen illegitimen Sohn namens Gottfried, der vermutlich sogar vor dem Ältesten seiner legitimen Söhne geboren worden war.
Heinrich der Jüngere hatte 1173 das 18. Lebensjahr vollendet und wurde überall wegen seines guten Aussehens und seines Charmes gelobt. Er war lange Zeit mit der Tochter von Ludwig VII., König von Frankreich und Eleonores Ex-Gatten verheiratet. Heinrich der Jüngere hatte ein großes und glamouröses Gefolge, war aber durch fehlende Einkünfte eingeschränkt: „Er hatte viele Ritter, aber keine Mittel, um ihnen Belohnungen und Geschenke zu geben.“ Daher trachtete er danach, die Kontrolle über einige seiner Erbländer zu erlangen und dort selbst zu regieren.
Der unmittelbare Anlass für die Revolte war König Heinrichs Entscheidung, drei Burgen, die in den Ländereien lagen, die sein Sohn Heinrich erben sollte, seinem jüngsten Sohn Johann als Teil der Heiratsvereinbarung mit der Tochter des Grafen von Maurienne zu vermachen. Da wurde Heinrich der Jüngere von vielen Aristokraten, die in dessen Machtübernahme einen möglichen Profit sahen, ermutigt, zu rebellieren. Seine Mutter, Eleonore, lag im Streit mit ihrem Gatten und schloss sich daher der Rebellion an, wie so viele andere, die über die mögliche Beteiligung König Heinrichs an der Ermordung des Erzbischofs Thomas Becket 1170 erbost waren. Der Mord und die mögliche Beteiligung des Königs hatten diesen in der gesamten Christenheit isoliert.
Im März 1173 zog sich Heinrich der Jüngere an den Hof seines Schwiegervaters, Ludwig, in Frankreich zurück und ihm folgten bald seine Brüder Richard und Gottfried. Eleonore versuchte, sich ihnen anzuschließen, wurde aber von König Heinrich auf dem Weg dorthin abgefangen und gefangen genommen. Heinrich der Jüngere und sein französischer Mentor schufen eine breite Allianz gegen Heinrich II., indem sie den Grafen von Flandern, Boulogne und Blois Land und Pfründen in England und Anjou versprachen. Wilhelm der Löwe sollte Northumberland bekommen. Im Endeffekt hätte Heinrich der Jüngere sein versprochenes Erbe erobert, indem er es aufgeteilt hätte.

## Die Revolte

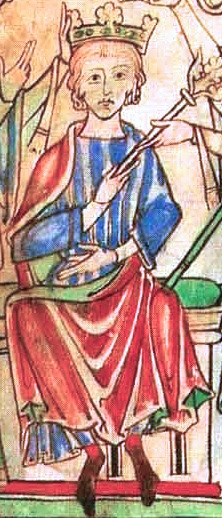
Heinrich der Jüngere

Die Feindseligkeiten begannen im April 1173, als die Grafen von Flandern und Boulogne von Osten aus in die Normandie einfielen, der König von Frankreich und Heinrich der Jüngere von Süden aus und die Bretonen von Westen. Jeder der Angriffe endete mit einem Fehlschlag: Der Graf von Boulogne fiel im Kampf, König Ludwig wurde geschlagen und aus der Normandie vertrieben und die Bretonen hatten viele Tote und große finanzielle Verluste zu beklagen. Den Angriffen Wilhelms des Löwen auf den Norden Englands war auch kein Erfolg beschieden. Verhandlungen mit den Rebellen in der Normandie zwischen dem Vater Heinrich II. und dem Sohn Heinrich dem Jüngeren wurden begonnen, führten aber zu keinem Ergebnis.
Der Earl of Leicester, ein Unterstützer Heinrichs des Jüngeren, und in der Normandie der Chef der aristokratischen Rebellen, leitete die nächste Phase ein. Er hob eine Armee flämischer Söldner aus, setzte von der Normandie wieder nach England über und schloss sich dort den rebellierenden Baronen an, allen voran Hugh Bigod, dem Earl of Norfolk. Der Earl of Leicester wurde von den englischen Truppen unter der Führung von Richard de Luci abgefangen, die vom Norden, von Schottland, zurückkamen und in der Schlacht bei Fornham vollkommen geschlagen. Heinrichs II. Barone mögen zu ihm gesagt haben: „Es ist ein schlechtes Jahr für Eure Feinde!“

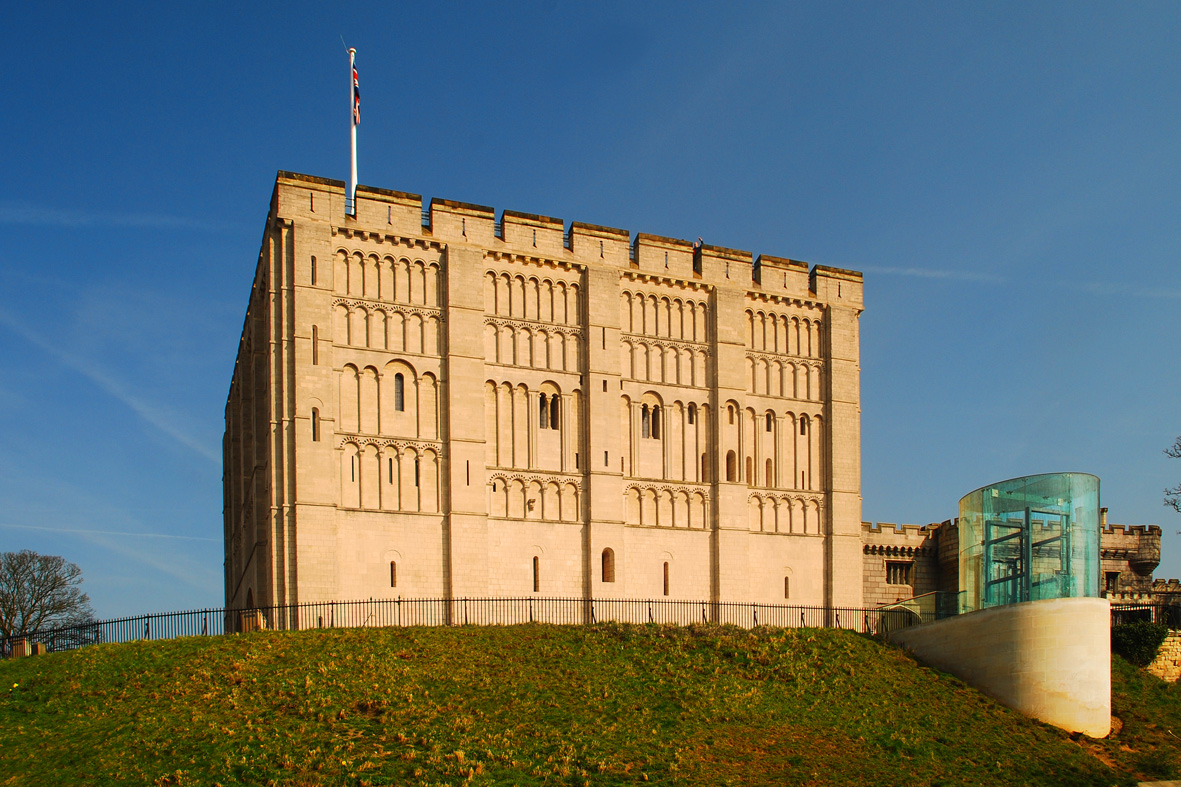
Norwich Castle wurde im Juli 1174 von Hugh Bigod mit einer über 800 Mann starken Truppe eingenommen.

Im Frühjahr 1174 wurde die Rebellion fortgesetzt. David von Schottland, Earl of Huntingdon, der Bruder von Wilhelm dem Löwen, kehrte nach Süden zurück, um die Eroberung von Nordengland zu versuchen, und übernahm die Führung der rebellierenden Barone. William de Ferrers, der Earl of Derby, und einer der rebellischen Barone, brannte die königliche Siedlung Nottingham nieder, während Hugh Bigod in gleicher Weise Norwich anzündete.
Heinrich II., der in der Normandie seine Feinde bekämpft hatte, landete am 8. Juli 1174 in England. Seine erste Handlung war es, für den Tod von Thomas Becket, der drei Jahre vorher von einigen von Heinrichs Rittern ermordet worden und bereits zum Heiligen erhoben worden war, Buße zu tun. Am Tag nach der Zeremonie in der Kathedrale von Canterbury, am 13. Juli 1174, wurden Wilhelm der Löwe und viele seiner Anhänger in einem scheinbaren Akt der göttlichen Vorsehung für Heinrich II. in der Schlacht von Alnwick von einer kleinen Truppe von Loyalisten überrascht und gefangen genommen. Infolgedessen war es Heinrich II. möglich, die Opposition gegen ihn aufzurollen; er zog durch die Hochburgen der Rebellen und holte sich deren Kapitulationen ab. Nachdem er die Dinge in England geregelt hatte, kehrte König Heinrich in die Normandie zurück, und einigte sich mit seinen Feinden. Am 30. September „kehrten Heinrich, des Königs Sohn, und seine Brüder zu ihrem Vater zurück und zum Dienst an ihm, ihrem Herrn“.

## Folgen

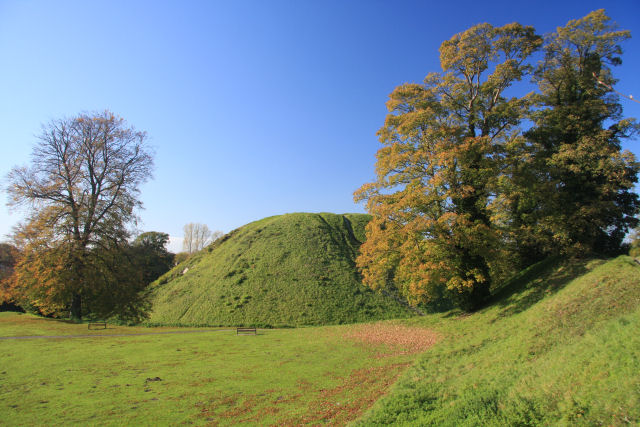
Thetford Castle in Norfolk gehörte Hugh Bigod, dem Earl of Norfolk, und wurde auf Befehl des Königs nach dem Ende der Rebellion zerstört.

Die Revolte dauerte 18 Monate und spielte sich in einem großen Gebiet von Süden Schottlands bis in die Bretagne ab. Mindestens zwanzig Burgen in England wurden auf Befehl des Königs geschleift. Viele Städte wurden zerstört und viele Menschen umgebracht. Schande kam über die Berater Heinrichs des Jüngeren, die rebellischen Barone, die die unerfahrenen und unbesonnenen Prinzen manipuliert hatten, um ihre eigenen Träume zu verwirklichen und einen Vorteil für sich zu erreichen. William Marshal, 1. Earl of Pembroke, der während der Revolte Heinrich den Jüngeren unterstützt hatte, sagte: „Verflucht sei der Tag, an dem die Verräter sich zusammentaten, um den Vater und den Sohn auseinander zu bringen.“